# Necrophilus pettiti
Necrophilus pettiti, llamado pequeño escarabajo carroñero, es una especie de escarabajo carroñero primitivo de la familia Agyrtidae. Se encuentra en América del Norte.

## Distribución
Las dos especies más extendidas de América del Norte son N. pettitii en las montañas del atlántico y N. hydrophiloides ubicadas en las zonas de la costa occidental, están activas principalmente en invierno, primavera u otoño, en lugar de durante la parte cálida del año, cuando las especies de sílfidos simpátricos son comunes.